# Onthophagus parvus
Onthophagus parvus es una especie de insecto del género Onthophagus, familia Scarabaeidae, orden Coleoptera.

Fue descrita científicamente por Blanchard en 1853.